# Donna con ventaglio (Picasso 1908)
Donna con ventaglio è un olio su tela (152×101 cm) realizzato nel 1908 dal pittore spagnolo Pablo Picasso. È conservato a San Pietroburgo al Museo dell'Ermitage.

## Composizione
Come suggerito dal titolo, l'opera raffigura una donna seduta mentre trattiene un ventaglio sul grembo. Basandosi sulla plasticità del soggetto, sulle sue forme geometriche e giocando su tonalità di ocra e rossobruno, la tela presenta la mescolanza di varie correnti e influenze che stavano influenzando l'opera di Picasso in questo periodo: Paul Cézanne, l'arte africana e quella greca classica.